# Bifenil 2,3-dioksigenaza
Bifenil 2,3-dioksigenaza (EC 1.14.12.18, bifenilna dioksigenaza) je enzim sa sistematskim imenom bifenil,NADH:kiseonik oksidoreduktaza (2,3-hidroksilacija). Ovaj enzim katalizuje sledeću hemijsku reakciju
bifenil + NADH + H+ + O2 {\displaystyle \rightleftharpoons } (1S,2R)-3-fenilcikloheksa-3,5-dien-1,2-diol + NAD+
Ovaj enzim sadrži jon Fe2+. Enzim iz Burkholderia fungorum LB400 je deo multikomponentnog sistema koji se sastoji od NADH:feredoksin oksidoreduktaze (FAD kofaktor), [2] Riskijevog tipa feredoksina, i terminalne oksigenaze koja sadrži [2] Riskijve tip gvožđe-sumpornog klastera i katalitičko mononuklearno gvožđe koje nije vezano za hem.

## Literatura
- Nicholas C. Price; Lewis Stevens (1999). Fundamentals of Enzymology: The Cell and Molecular Biology of Catalytic Proteins (Third изд.). USA: Oxford University Press. ISBN 019850229X.
- Eric J. Toone (2006). Advances in Enzymology and Related Areas of Molecular Biology, Protein Evolution (Volume 75 изд.). Wiley-Interscience. ISBN 0471205036.
- Branden C; Tooze J. Introduction to Protein Structure. New York, NY: Garland Publishing. ISBN 0-8153-2305-0.
- Irwin H. Segel. Enzyme Kinetics: Behavior and Analysis of Rapid Equilibrium and Steady-State Enzyme Systems (Book 44 изд.). Wiley Classics Library. ISBN 0471303097.

## Spoljašnje veze
- Biphenyl+2,3-dioxygenase на 